# Valproato de pivoxil
Valproato de pivoxil (português europeu) ou valproato pivoxil (português brasileiro) (nomes comerciais: Pivadin, Valproxen, entre outros) é um anticonvulsivante usado no tratamento da epilepsia. É o pivaloiloximetil éster do ácido valpróico. Embora o mecanismo de ação do valproato de pivoxil não tenha sido esclarecido, acredita-se que este exerça seus efeitos por agir como um pró-fármaco do ácido valproico; além disso, os ésteres de pivoxil são amplamente utilizados na preparação de pró-drogas na química medicinal.